# Musikbranschen
Musikbranschen, även kallat musikindustrin, är verksamheten som rör produktion och försäljning av musikvaror och tjänster.
Musikindustrin består av:
- artister
- musiker
- musikgrupper
- kompositörer
- musikproducenter
- musikorganisationer
- musikförlag
- skivbolag
- skivtillverkare
- skivdistributörer
- talangjägare
- managers
- produktionsbolag
- bokningsbolag
- spelställen
- musikfestivaler
- roadies, humpare
- skivaffärer
- medier

## Historia
På 1800-talet dominerades musikbranschen av producenter av musiknoter. I USA kallades den största gruppen för Tin Pan Alley. På 1900-talet växte grammofonskivor fram som den dominerande produkten; och skivindustrin tog över som det viktigaste produktionsområdet.
Sverige har under tiotalet år varit en av de världsledande vad gäller export av musik, både i form av artister och tillverkning av skivor. De senaste åren har skivförsäljningen dalat, vilket ofta härleds till de möjligheter som finns att ladda ner musik i komprimerade format som mp3 via Internet. CD:n är fortfarande det främsta mediet; men det kan komma att ändras de kommande åren. Enligt en marknadsstudie som analysfirman Berg Insight har gjort så kommer den digitala musikförsäljningen att gå om den fysiska musikförsäljningen 2011 i Västeuropa. Enligt en studie av den svenska musikindustrins intäkter år 2000-2008 på KTH gjord 2009 går ökar intäkterna för livespelningar markant, medan det går ekonomiskt allt sämre för försäljning av inspelad musik, vilket totalt gynnar artister men missgynnar skivbolag.

## Marknadsandelar (2005)
Nielsen SoundScan rapporterade att de fyra stora bolagen stod för 81,87% av den amerikanska musikmarknaden 2005, enligt fördelningen nedan. Sedan dess har EMI sålts till Universal (undantaget vissa dotterbolag som numera ingår i Warner).
- Universal Music Group (USA/Frankrike) — 31,71%
- Sony Music Entertainment (Japan) — 25,61%
- Warner Music Group (USA) — 15%
- EMI Group (Storbritannien) — 9,55%
- Självständiga skivbolag — 18,13%

## Organisationer
- STIM
- SOM
- IFPI
- SAMI
- Nordisk Copyright Bureau